# مشروعه‌خواهی
مشروعه‌خواهی یک جریان سیاسی-مذهبی در دوره قاجاریه بود که طرفداران آن معتقد بودند حکومت باید مبتنی بر شرع اسلام و مذهب شیعه باشد و استفاده از سازوکارهای سیاسی مدرن مانند مجلس قانونگذاری و آزادی مطبوعات در حکومت اسلامی جایز نیست. مشهورترین رهبر این جریان شیخ فضل‌الله نوری بود که با پیروزی مشروطه‌خواهان بر محمدعلی شاه، در سال ۱۲۸۸ خورشیدی محاکمه و اعدام شد.

## در لغت
مشروعه در لغت به معنای «نیزهٔ راست‌کرده شده بسوی کسی» است. «حکومت مشروعه» به حکومتی گفته می‌شود که منطبق بر قوانین شرع اسلام باشد.

## پیش‌زمینه
در دهه‌های پیش از پیروزی جنبش مشروطه، علما و روحانیان برجسته دارای اختلاف نظر شدید در مورد مفهوم «آزادی» بودند. مخالفان مشروطه آن را به مفهوم بی‌قیدی و بی‌دینی می‌انگاشتند و با آن مخالفت می‌کردند. در مقابل، روحانیانی بودند که با ارائهٔ تفسیری نو از مبانی شرعی، اسلام را با حکومت قانون و آزادی‌های فردی سازگار می‌دانستند. از نخستین روحانیان مسلمانی که از همان آغاز، به صورت نظری به دفاع از بنیان‌های فکری مشروطه‌طلبی برخاستند، ملا عبدالرسول کاشانی بود که با نگارش و انتشار رساله‌ای با نام رسالهٔ انصافیه از این ایده دفاع کرد که آزادی‌خواهی، ضرورتاً با اسلام در تعارض نیست و آنچه در تعارض این دو گفته می‌شود، ناشی از دریافت سنتی از احکام شرع است. تا قبل از پیروزی انقلاب مشروطه، در حوزهٔ نظری جدالی بین طرفداران نظام حاکمیتی سنتی و تحول‌خواهان وجود داشت. با تأسیس مجلس شورای ملی و تصویب قانون اساسی، بحث‌های جدیدی بین این دو گروه درگرفت. خطری که رایج و عملی شدن مفاهیم جدید، نظام سنتی را تهدید می‌کرد، بیش از پیش بر طرفداران آن آشکار می‌شد. رویارویی نظری علمای مشروطه‌خواه و مخالف مشروطه (که به مشروعه‌خواهان معروف شدند) از پیش از انقلاب شروع شده بود. شیخ فضل‌الله نوری، مهم‌ترین و مشهورترین نمایندهٔ این جریان فکری است، که عاقبت جان خود را نیز در این راه از دست داد. این گروه از روحانیان که آفاری از آنان تحت عنوان علمای سنت‌گرا یاد می‌کند، در مراحل پایانی انقلاب مشروطه به آن پیوستند و خواهان یک قانون اساسی بودند که تنها دربرگیرندهٔ قانون اسلام شیعه و احکام علمای دین باشد.

## بروز در صحنه سیاسی کشور
نخستین بار در اوایل سلطنت محمدعلی شاه، مخبرالسلطنه، وزیر معارف پیشنهاد کرد که به جای مشروطه، از لفظ «مشروعه» استفاده شود. انتظار این بود که روحانیان مجلس با این پیشنهاد همراستا شوند و سایر نمایندگان شهامت مخالفت با آن را پیدا نکنند. اما این‌طور نشد و مجلس با آن مخالفت کرد. در اعتراض، تعدادی از روحانیان تهران در حرم عبدالعظیم بست نشستند، اما حرکت آنان با اقبال مردم همراه نشد و بی‌نتیجه پایان یافت. در حاشیهٔ این بست‌نشینی، شیخ فضل‌الله نوری با انتشار لایحه‌ها و رساله‌هایی، دیدگاه‌های خود را منتشر کرد و فتواهایی مبتنی بر حرام بودن مشروطه صادر نمود. در سال ۱۲۸۶، تعدادی از علمای تهران و در رأس آنها شیخ فضل‌الله در نامه‌ای به محمدعلی شاه، نوشتند که مجلسی که با الگوبرداری از قوانین پارلمان‌های اروپایی تشکیل شده است، با قواعد اسلامی منافات دارد و ممکن‌الجمع نیست.
اولین و مهم‌ترین ایراد نوری به نظام مشروطه، قانون‌گذاری توسط نمایندگان ملت بود. این مسئله را محمدحسین تبریزی، یکی از مخالفان سرسخت مشروطه، هم با انتشار رساله‌ای با نام کشف‌المراد من المشروطه و الاستبداد مطرح کرده بود. تبریزی نهادهای جدید مانند مجلس را خلاف نص شرع دانست. به عقیدهٔ او، ضرورت تشکیل مجلس در کشورهای اروپایی، فقدان قانون شرع در مسیحیت است؛ حال آنکه در اسلام احکام شرعی کافی وجود دارد و تنها ضرورت موجود، تشکیل مجلسی است که بر اجرا شدن این شرعیات نظارت کند. تبریزی در رسالهٔ خود، نظام‌های سیاسی را به سه دستهٔ «مشروطه»، «مشروعه» و «معموله» تقسیم‌بندی کرد که مراد او از «معموله»، استبداد بود. او ابتدا نظام مشروطه و معموله را مقابل نظام مشروعه قرار می‌دهد و سپس مزیت‌های استبداد را بر مشروطه برمی‌شمارد و سلطنت استبدادی را حکومت مطلوب در دوران غیبت معرفی می‌کند. او استبداد را «فسق» و مشروطه را «کفر» می‌دانست و بنا به قاعدهٔ «دفع افسد به فاسد»، فسق را بر کفر ترجیح می‌داد. نوری نیز تدوین قانون با مراجعه به آرای عمومی یا نمایندگان آنان را، با توجه به این که اسلام حقوق شرعی مدون دارد، جایز نمی‌شمرد و در رسالات خود، اصولی از قانون اساسی را که به نظرش با شرع در تضاد است، مشخص می‌کرد.
تساوی حقوق همهٔ مردم، یا همان برابری، یکی از اصول متمم قانون اساسی بود که نوری آن را خلاف شرع می‌دانست و از آنجاکه یکی از نمایندگان به او گفته بود اهمیت این اصل آنقدر زیاد است که بدون آن، دولت‌های غربی ایران را دولت مشروطه نخواهند شناخت، اعلام کرده بود که «مملکت اسلامیه مشروطه نخواهد شد.» او علت آن را چنین توضیح داد که محال است مسلمان با زرتشتی، مسیحی و یهودی برابر باشد. اصل هجدهم متمم قانون اساسی که آزادی مطبوعات «غیر از کتب ضلال و مواد مضره به دین مبین» بود، مورد مخالفت شیخ فضل‌الله قرار داشت؛ چراکه معتقد بود از این طریق باب افترا باز می‌شود. البته او می‌دانست که قانون، افترا و کذب را ممنوع خواهد کرد و برای آن مجازات در نظر خواهد گرفت، منتها او معتقد بود که در شرع مجازات مالی جایز نیست. همچنین اصل دوازدهم متمم قانون اساسی، اجرای هر مجازاتی، جز به موجب قانون را ممنوع می‌کرد و شیخ فضل‌الله معتقد بود اجرای حدود در اسلام ثابت است و نیازی به تصویب قانون ندارد. تفکیک قوا و اختصاص قوه‌ای برای قانون‌گذاری، از نظر او بدعت و ضلالت محض بود. شیخ فضل‌الله از متمم قانون اساسی، بیست مورد اشکال گرفته بود که از نظرش با شرع سازگار نبود.
به عقیدهٔ محمدعلی کاتوزیان، مشروعه‌ای که شیخ فضل‌الله از آن حمایت می‌کرد، مبانی روشنی نداشت و بیشتر، انتقاداتی بود متوجه جریان مشروطه؛ مشروطه را خدشه‌دارکنندهٔ مذهب و رهبران آن را مرتد و بابی و کافر می‌شمرد. «اما تعریفی از مشی مشروعه به عنوان یک نظام حکومتی مطلوب به دست داده نمی‌شد.» به گفتهٔ کاتوزیان، مشروعه در هر حال نمی‌توانست الگویی برای حکومت مجتهدان ایجاد کند و صرفاْ ابزاری بود برای شاه تا استبداد سنتی را احیا کند، ابزاری بود برای بعضی از مجتهدان تا بر دایرهٔ نفوذ اجتماعی خود بیفزایند و ابزاری بود برای شیخ فضل‌الله تا از رقبای خود پیشی بگیرد و به عنوان مهم‌ترین مجتهد سیاسی کشور مطرح شود.
سید اسدالله خرقانی در سال ۱۲۹۶ در رسالهٔ روح‌التمدن و هویت‌الاسلام ضمن مخالفت با استبداد، به نقد انقلاب مشروطه پرداخت و اعلام کرد که این انقلاب، به معنای ترجیح دادن دموکراسی ناقص غربی بر «دموکراسی اسلامی» است که از صدر اسلام در کشور حاکم بوده است.

### مخالفان
در مقابل، بعضی روحانیان شیعه تفسیرهای نویی از شریعت برای تبیین مبانی شرعی حکومت مشروطه ارائه کردند که از جمله می‌توان به رسالهٔ در بیان سلطنت مشروطه و فوائدها از عمادالعلمای خلخالی اشاره کرد. او در این مقاله بیان داشت که نظام سیاسی، نظامی عرفی برای تأمین مصالح دنیوی است و این امر اصولاً در قلمرو شرع و مذهب قرار نمی‌گیرد که بخواهد با آن تعارضی ایجاد کند. او حکومت مشروطه را «تصویری از فرمانروایی خداوند در عالم» دانست که در آن بنده‌ای قادر به ظلم کردن به بندهٔ دیگر نیست. همچنین سید نصرالله تقوی رساله‌ای با نام سؤال و جواب در فواید مجلس ملی نوشت و توضیح داد که تشکیل مجلس ملی، مغایرتی با شرع ندارد.
با به توپ بستن مجلس و شروع دوران استبداد صغیر، روحانیان مشروطه‌خواه، به تعبیر جواد طباطبایی، «پیکار تمام‌عیاری را علیه دیدگاه‌های مشروعه‌خواهان آغاز کردند.» در این دوره رسالات منسجمی در دفاع از مشروطه تهیه و منتشر شد. محمداسماعیل محلاتی غروی، از فقیهان ساکن عتبات نیز رساله‌ای با نام اللئالی المربوطه فی وجوب المشروطه (به فارسی: مراد از سلطنت مشروطه) نوشت و در آن مغالطه‌های مطرح مشروعه‌خواهان را مطرح کرد و به آنها پاسخ داد و سپس آن را به تأیید دو مرجع تقلید شیعیان در عراق؛ یعنی آخوند خراسانی و عبدالله مازندرانی رساند. یکی از مهم‌ترین نمونه‌های این رسالات، تنبیه‌الامم میرزای نائینی است که نه تنها رساله‌ای در دفاع از مشروطه است؛ بلکه باید آن را نخستین رسالهٔ منظم در اندیشهٔ سیاسی شیعی به حساب آورد. نائینی این رساله را در رد نظرات شیخ فضل‌الله تنظیم کرده و در آن حکومت استبدادی را نفی نموده است. میرزای نائینی بهترین نوع حکومت را نظام مبتنی بر «عصمت» دانست که تحقق آن در دوران غیبت امکان‌پذیر نیست. اما از آنجا که هیچ اجتماعی بدون نظام حاکمیتی نمی‌تواند دوام داشته باشد، دو شیوهٔ فرمانروایی قابل تصور است؛ یکی مبتنی بر فرمانروایی و استیلای یک شخص (شاه)، که مالک رقاب مردم محسوب می‌شود و مردم حکم یتیم و صغیر را دارند؛ و دیگری، حکومتی که در آن شاه در تصرفات خود محدود و اساس سلطنت بر «اقامهٔ وظایف و مصالح نوعیه» باشد. در این شیوه، کشور و قدرت سیاسی امانتی است که به شاه سپرده می‌شود تا آن را با توجه به مصالح عمومی و به صورت مشروط اداره کند و مردم در همهٔ امور مربوط به این مصالح عمومی، به صورت مساوی شریکند. به عقیدهٔ داود فیرحی، نائینی «نظارت بیرونی» را، که مصداق‌های مدرن آن تشکیل مجلس شورای ملی و تدوین قانون اساسی است، به عنوان «قدر مقدور» از جانشینی معصوم در دورهٔ غیبت، واجب می‌دانست.
نورالله نجفی اصفهانی در رسالهٔ مکالمات مقیم و مسافر قانون را بر دو قسم می‌داند؛ یکی قانون شریعت و دیگری، قانون در امور عرفیه. به عقیدهٔ وی، مجلس در امور عرفیه می‌تواند قانون‌گذاری کند.